# Адміністративний устрій Волноваського району
Адміністративний устрій Волноваського району — адміністративно-територіальний поділ Волноваського району Донецької області на 1 міську, 8 селищних та 35 сільських рад, які об'єднують 103 населені пункти та підпорядковані Волноваській районній раді. Адміністративний центр — місто Волноваха.

## Список радВолноваського району
| №  | Назва                          | Центр             | Населені пункти                                                                            | Площа км² | Місце за площею | Населення (2001), чол. | Місце за населенням |
| -- | ------------------------------ | ----------------- | ------------------------------------------------------------------------------------------ | --------- | --------------- | ---------------------- | ------------------- |
| 1  | Волноваська міська рада        | м. Волноваха      | м. Волноваха с. Новогригорівка с. Новопавлівка с. Трудове                                  |           |                 |                        |                     |
| 2  | Андріївська селищна рада       | смт Андріївка     | смт Андріївка с-ще Бахчовик с-ще Дружне с-ще Обільне                                       |           |                 |                        |                     |
| 3  | Благодатненська селищна рада   | смт Благодатне    | смт Благодатне смт Графське                                                                |           |                 |                        |                     |
| 4  | Володимирівська селищна рада   | смт Володимирівка | смт Володимирівка                                                                          |           |                 |                        |                     |
| 5  | Донська селищна рада           | смт Донське       | смт Донське                                                                                |           |                 |                        |                     |
| 6  | Мирненська селищна рада        | смт Мирне         | смт Мирне                                                                                  |           |                 |                        |                     |
| 7  | Новотроїцька селищна рада      | смт Новотроїцьке  | смт Новотроїцьке                                                                           |           |                 |                        |                     |
| 8  | Оленівська селищна рада        | смт Оленівка      | смт Оленівка с-ще Малинове с-ще Молодіжне с-ще Новомиколаївка с-ще Нова Оленівка           |           |                 |                        |                     |
| 9  | Ольгинська селищна рада        | смт Ольгинка      | смт Ольгинка с. Лісне с. Пільне                                                            |           |                 |                        |                     |
| 10 | Анадольська сільська рада      | с. Анадоль        | с. Анадоль с. Полкове                                                                      |           |                 |                        |                     |
| 11 | Андріївська сільська рада      | с. Андріївка      | с. Андріївка с. Доля                                                                       |           |                 |                        |                     |
| 12 | Бугаська сільська рада         | с. Бугас          | с. Бугас                                                                                   |           |                 |                        |                     |
| 13 | Валер'янівська сільська рада   | с. Валер'янівка   | с. Валер'янівка с. Благовіщенка с. Зелений Гай                                             |           |                 |                        |                     |
| 14 | Вільненська сільська рада      | с. Вільне         | с. Вільне                                                                                  |           |                 |                        |                     |
| 15 | Гранітненська сільська рада    | с. Гранітне       | с. Гранітне с. Старомар'ївка                                                               |           |                 |                        |                     |
| 16 | Дмитрівська сільська рада      | с. Дмитрівка      | с. Дмитрівка                                                                               |           |                 |                        |                     |
| 17 | Єгорівська сільська рада       | с. Єгорівка       | с. Єгорівка с. Шевченко                                                                    |           |                 |                        |                     |
| 18 | Зачатівська сільська рада      | с. Зачатівка      | с. Зачатівка с-ще Зачатівка                                                                |           |                 |                        |                     |
| 19 | Златоустівська сільська рада   | с. Златоустівка   | с. Златоустівка с. Веселе с. Голубицьке с. Затишне с. Малинівка с. Новомиколаївка          |           |                 |                        |                     |
| 20 | Іванівська сільська рада       | с. Іванівка       | с. Іванівка с. Новотатарівка                                                               |           |                 |                        |                     |
| 21 | Калинівська сільська рада      | с. Калинове       | с. Калинове                                                                                |           |                 |                        |                     |
| 22 | Діанівська сільська рада       | с. Діанівка       | с. Діанівка                                                                                |           |                 |                        |                     |
| 23 | Комінтернівська сільська рада  | с. Пікузи         | с. Пікузи с. Водяне с. Заїченко                                                            |           |                 |                        |                     |
| 24 | Сонячна сільська рада          | с. Сонячне        | с. Сонячне с. Знаменівка                                                                   |           |                 |                        |                     |
| 25 | Лебединська сільська рада      | с. Лебединське    | с. Лебединське с-ще Калинівка с. Сопине                                                    |           |                 |                        |                     |
| 26 | Любівська сільська рада        | с. Любівка        | с. Любівка с. Червоне                                                                      |           |                 |                        |                     |
| 27 | Микільська сільська рада       | с. Микільське     | с. Микільське                                                                              |           |                 |                        |                     |
| 28 | Миколаївська сільська рада     | с. Миколаївка     | с. Миколаївка с. Богданівка с. Вікторівка с. Новогнатівка                                  |           |                 |                        |                     |
| 29 | Новоандріївська сільська рада  | с. Новоандріївка  | с. Новоандріївка с. Кирилівка                                                              |           |                 |                        |                     |
| 30 | Новоолексіївська сільська рада | с. Новоолексіївка | с. Новоолексіївка с. Лідине                                                                |           |                 |                        |                     |
| 31 | Новоселівська сільська рада    | с. Новоселівка    | с. Новоселівка с. Запорізьке с. Кам'янка с-ще Маловодне с. Новоселівка Друга с. Степанівка |           |                 |                        |                     |
| 32 | Стрітенська сільська рада      | с. Стрітенка      | с. Стрітенка с. Лазарівка с. Петрівка с. Шевченко                                          |           |                 |                        |                     |
| 33 | Павлопільська сільська рада    | с. Павлопіль      | с. Павлопіль с. Пищевик с. Черненко                                                        |           |                 |                        |                     |
| 34 | Петрівська сільська рада       | с. Петрівське     | с. Петрівське                                                                              |           |                 |                        |                     |
| 35 | Привільненська сільська рада   | с. Привільне      | с. Привільне                                                                               |           |                 |                        |                     |
| 36 | Прохорівська сільська рада     | с. Прохорівка     | с. Прохорівка с. Малогнатівка с. Тарасівка с. Новоапостолівка                              |           |                 |                        |                     |
| 37 | Рибинська сільська рада        | с. Рибинське      | с. Рибинське с. Ближнє с. Василівка с. Трудівське                                          |           |                 |                        |                     |
| 38 | Рівнопільська сільська рада    | с. Рівнопіль      | с. Рівнопіль с. Передове                                                                   |           |                 |                        |                     |
| 39 | Свободненська сільська рада    | с. Свободне       | с. Свободне                                                                                |           |                 |                        |                     |
| 40 | Старогнатівська сільська рада  | с. Старогнатівка  | с. Старогнатівка с. Новогригорівка                                                         |           |                 |                        |                     |
| 41 | Степнянська сільська рада      | с. Степне         | с. Степне с. Кропивницьке                                                                  |           |                 |                        |                     |
| 42 | Хлібодарівська сільська рада   | с. Хлібодарівка   | с. Хлібодарівка                                                                            |           |                 |                        |                     |
| 43 | Чермалицька сільська рада      | с. Чермалик       | с. Чермалик с. Орловське с. Федорівка                                                      |           |                 |                        |                     |
| 44 | Широкинська сільська рада      | с. Широкине       | с. Широкине с. Бердянське                                                                  |           |                 |                        |                     |

* Примітки: м. — місто, с-ще — селище, смт — селище міського типу, с. — село